# Бурлака, Андрей Иванович
Андрей Иванович Бурлака — генерал-полковник, первый заместитель руководителя Пограничной службы ФСБ РФ. Возможный командующий подконтрольными России вооружёнными формированиями в ходе войны на Донбассе.

## Биография
Андрей Иванович Бурлака родился 1 февраля 1965 года в Советской Гавани (Хабаровский край). В 1986 годy окончил Московское высшее пограничное училище КГБ СССР, службу начинал на границе в Средней Азии. В 1995 годy окончил Академию ФСБ, после чего работал руководителем оперативных подразделений в Тихоокеанском региональном пограничном управлении и в Дальневосточном региональном управлении в Хабаровске.
В октябре 2007 года указом Владимира Путина генерал-майор Бурлака был назначен начальником Сахалинского пограничного управления ФСБ России.
В 2012 году Бурлака был первым заместителем руководителя департамента пограничной охраны — начальником оперативно-организационного управления Пограничной службы ФСБ России.
В 2013 году Бурлака был заместителем руководителя департамента пограничной охраны Пограничной службы ФСБ России.
До 2014 года Бурлака был генерал-лейтенантом, после — стал генерал-полковником.

## Война на Донбассе
Согласно изданию The Insider и исследовательской группе Bellingcat, во время войны на Донбассе Бурлака курировал боевые действия и утверждал поставки подконтрольным России пророссийским сепаратистам тяжёлой военной техники через российско-украинскую границу, действуя под позывным «Владимир Иванович». «Русская служба Би-би-си» пришла к аналогичному выводу, проведя собственное расследование независимо от The Insider и Bellingcat. Между собой сепаратисты называли «Владимира Ивановича» командиром всех боевых действий на Донбассе, а бывший министр обороны ДНР Игорь Стрелков называл «Владимира Ивановича» своим непосредственным начальником. По информации Би-би-си, Бурлака мог быть ответственным за транспортировку российской зенитного ракетного комплекса «Бук», из которой 17 июля 2014 года подконтрольные России вооружённые формирования сбили пассажирский Boeing-777.
По некоторым данным, после завершения активной фазы войны в Донбассе, он получил высшую государственную награду — звание Героя России.